# Архиепископ и митрополит карловачки Прокопије
Прокопије Ивачковић (Делиблато, 8. август 1808 — Бела Црква, 11. мај 1881) био је епископ арадски (1853—1873), потом митрополит сибињски (1873—1874) и најзад архиепископ и митрополит карловачки од 1874. до 1879. године.

## Биографија
Рођен је у Делиблату 1808. године, као Петар Ивачковић. Отац му се звао Андрија и био свештеник у Делиблату. Завршио је основну школу у родном месту, немачку школу у Ковину и Вршцу, гимназију у Оравици и Новом Саду. Студије филозофије је похађао у Кежмарку и права у Шарошпатаку. Завршио је богословију у Вршцу.
Замонашио се на Петровдан 1835. године и добио ново име Прокопије. Радио је као учитељ у богословској школи 1835-1844. године. Митрополит Стефан Станковић га је произвео у архиђакона, а митрополит Јосиф Рајачић 1843. године за синђела и протосинђела. Изабран је 1846. године за архимандрита Крушедола и на том положају остао до 1853. године када је посвећен (хиротонисан) за епископа арадског. Устоличење је обављено у саборној цркви Св. Јована у Араду, 2. јануара (по старом) 1854. године, а трошак тог догађаја поднео је спахија Петар Чарнојевић. На том положају је он остао до 1873. године. Године 1863. у Араду је основано друштво за ширење просвете у румунском народу, на чијем је челу био као председник Ивачковић. Када су се Румуни оделили од карловачке митрополије 1864. године, Прокопије је потпао под надлежност румунског митрополита. После смрти митрополита Андреја Шагуне (рум. Andrei Şaguna) изабран је на румунском конгресу у Ердељу, за архиепископа сибињског и митрополита романског 1873. године. Столовао је у Сибињу 1873-1874. године.
На Црквеном сабору 1874. године за архиепископа српског је изабран Арсеније Стојковић, но ту одлуку бечки двор није потврдио. У поновљеном избору изабран је 31. јула 1874. године Прокопије, који је устоличен на Преображење исте године. Пензионисан је под притиском државне власти 11. децембра 1879. године. Једно време је живео на црквеном имању у Даљу, а потом у Белој Цркви, где је и умро 11. маја 1881. године. За време његовог живота, иако је место било упражњено није биран нови поглавар. Сахрањен је у Саборној цркви у Сремским Карловцима.